# Everett Kinstler
Everett Raymond Kinstler (05 de agosto de 1926 - 26 de maio de 2019) foi um retratista estadunidense cujos retratos oficiais incluem os presidentes Gerald Ford e Ronald Reagan.

## Biografia
Everett Kinstler nasceu em Nova York em 1926.  Ele começou sua carreira aos 16 anos, ilustrando histórias em quadrinhos, livros de bolso e revistas pulp. Estudou na Art Students League of New York, onde mais tarde iria lecionar (1969 - 1974).
As influências de Kinstler incluem Alex Raymond, James Montgomery Flagg, Milton Caniff e Hal Foster.
Kinstler  ilustrou centenas de revistas pulp, fez capas para diversos gêneros, incluindo faroeste, romance, crime, mistério e guerra. A editora Popular Publications, uma das maiores editoras de revistas pulp, publicou algumas de suas ilustrações em preto e branco. Durante a Era de ouro das histórias em quadrinhos, ele trabalhou para as editoras Avon Periodicals, Ziff-Davis, Dell/Western Publishing, National/DC, St. John Publishing Co., Marvel/Atlas Comics Group e Gilberton. Uma lista parcial de revistas em quadrinhos em que ele trabalhou como capista, desenhista, arte-finalista ou ambos inclui Flash Comics, The Black Terror, The Black Hood, All-American Comics, Butch Cassidy and the Wild Bunch, Jesse James, Strange Worlds , Nightmare, Eerie, Silvertip, Zorro, The World Around Us, Ernest Haycox's Western Marshall, Murderous Gangsters, War Dogs of the U.S. Army, Kit Carson, Prison Break  , Dan Taylor-Boy Detective, Geronimo, The Dalton Boys, Cinderella Love, Realistic Romances, Blazing Sixguns, The Phantom Witch Doctor, Prison Riot, Last Of The Comanches, Western Bandits, Santiago, Perfect Love, Romantic Love, White Princess of the Jungle, Will Bill Hickok, The Masked Bandit, Intimate Confessions, Mystery Tales, Wyatt Earp, Luke Short's King Colt, Thrilling Comics and Sheriff Bob Dixon's Chuck Wagon.

## Galeria

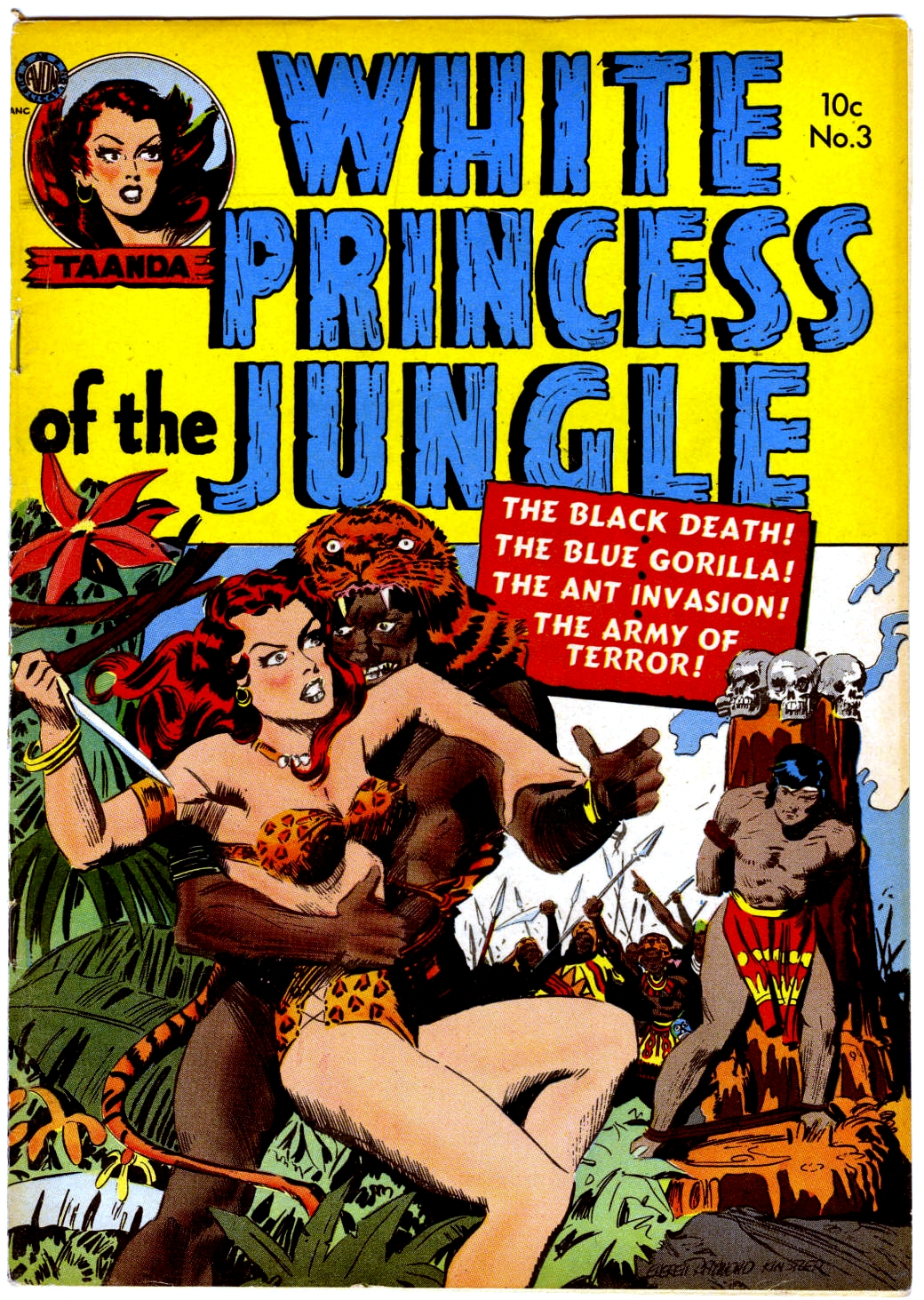
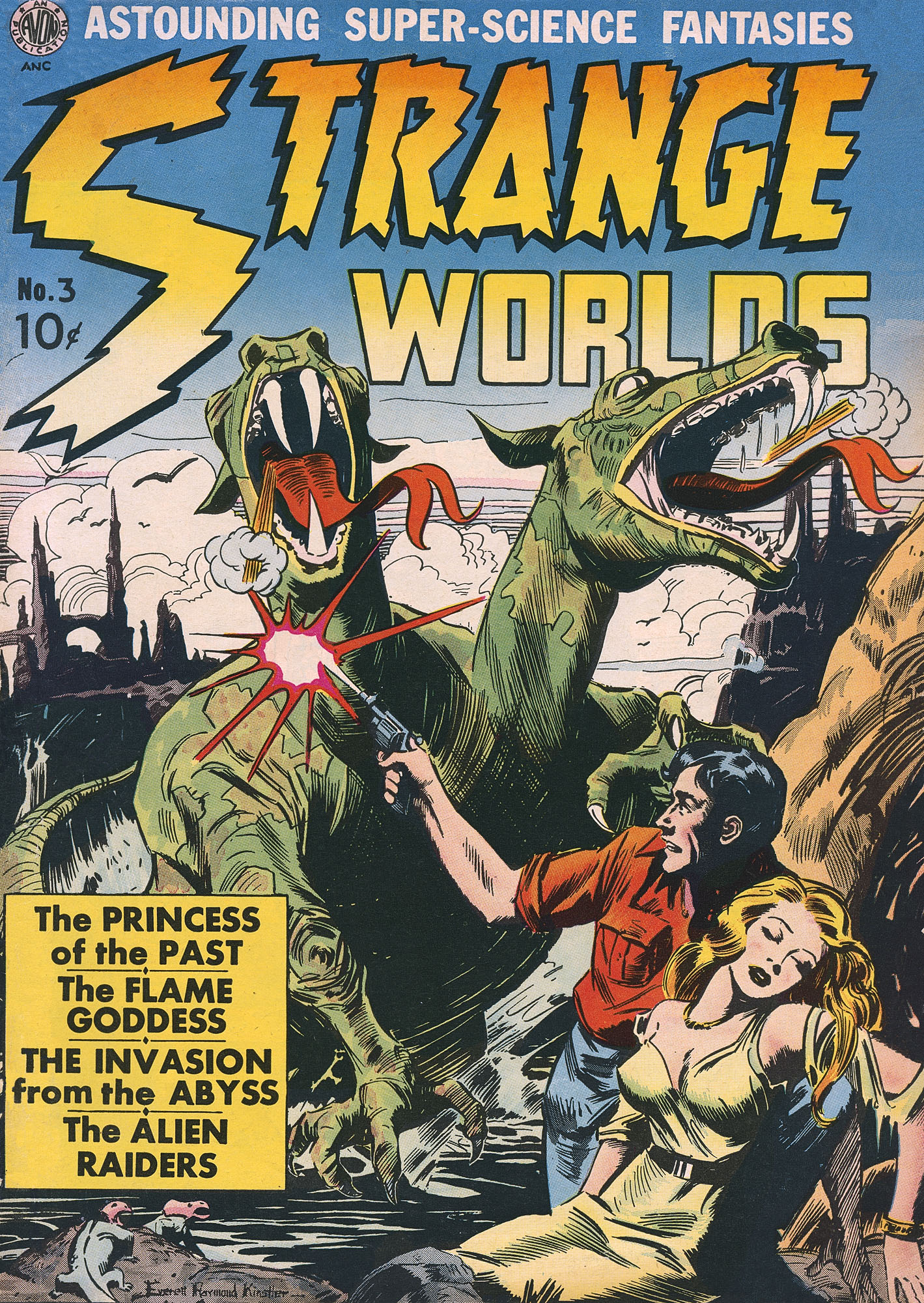
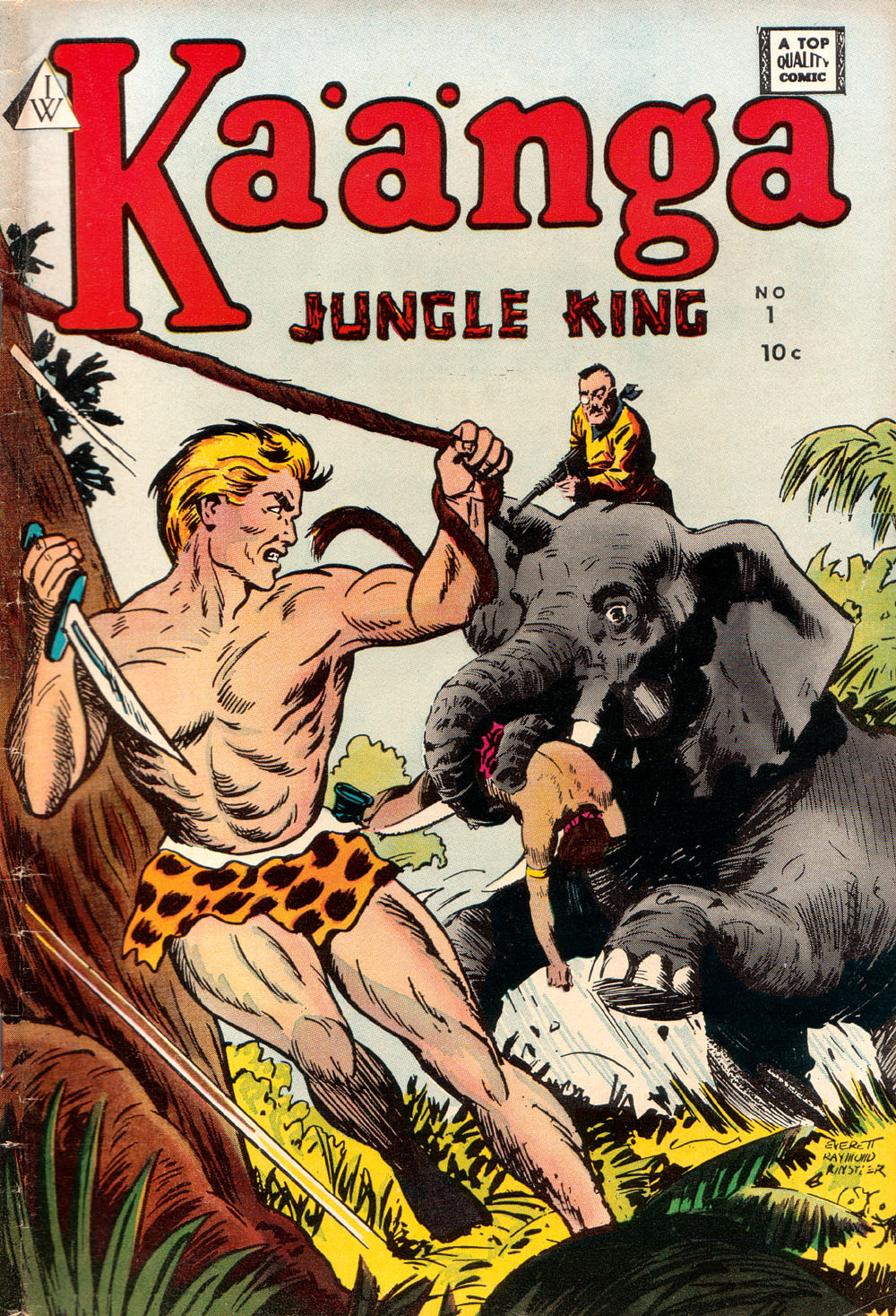